# Dante XXI
Dante XXI is het tiende album van de Braziliaanse metalband Sepultura. Het album is uitgebracht in 2006. Dit album heeft een sterk hardcore punk geluid en bracht ook meer thrashmetal terug, al bleef dit laatste wel tot een minimum beperkt. Dante XXI wordt over het algemeen gezien als een van de hoogtepunten van het "Green-tijdperk" van Sepultura. Dante XXI is ook het laatste album met Igor Cavalera, de broer van Max Cavalera die in 1996 de band verliet na een ruzie. Igor verliet de band na dit album, om zich te focussen op zijn eigen projecten en Cavalera Conspiracy, een "garage"-band die hij samen met zijn broer Max oprichtte in 2007.
Dante XXI is een conceptalbum gebaseerd op De goddelijke komedie van Dante Alighieri, geschreven in de vroege 14de eeuw.

## Tracks
1. "Lost (Intro)"
2. "Dark Wood of Error"
3. "Convicted in Life"
4. "City of Dis"
5. "False"
6. "Fighting On"
7. "Limbo (Intro)"
8. "Ostia"
9. "Buried Words"
10. "Nuclear Seven"
11. "Repeating the Horror"
12. "Eunoé (Intro)"
13. "Crown and Miter"
14. "Primium Mobile (Intro)"
15. "Still Flame"

## Bezetting van de band tijdens opname
- Derrick Green
- Igor Cavalera
- Andreas Kisser
- Paulo Jr.